# 彦摩呂のB級グルメ天国
『彦摩呂のB級グルメ天国』は、2009年9月7日から食と旅のフーディーズTVで放送されていたバラエティグルメ番組。B級グルメのBはBEST of gourmetのB。

## 内容
彦摩呂と手島優が、毎回テーマに沿い食べ歩く。テーマ食の成り立ちなどを紹介した小話、通信販売で取り寄せた食品紹介コーナーあり
。当初放送期間3ヶ月予定でスタートしたが約3年弱全62回の放送になった。
彦摩呂が訪れたお店毎にBESTPOINTを上げ番組締めくくりに回の感想を色紙に一筆書く。

## 出演者
- 彦摩呂
- 手島優

## 放送リスト
| 2009年 | 2009年 | 2009年     | 2009年 | 2009年                                            | 2009年                                                                     |
| 回     | 放送日 | テーマ     | お店・料理・BESTPOINT | 今日の一筆                                        | おまけコーナー                                                             |
| ------ | ------ | ---------- | --- | ------------------------------------------------- | -------------------------------------------------------------------------- |
| 1      | 8月    | ラーメン   | 南池袋 梅もと・彦摩呂:つけめん地球盛味噌だれ(3玉)700円、手島:つけめん小盛(1玉)醤油だれ700円・思う存分食べられるつけめん「麺のナンジージャンプゃ〜!」 平太周 味庵・彦馬呂:特製ラーメン800円、手島:特製味噌ラーメン(極太麺)900円・脂と食材の絶妙なマッチング「背脂のゲリラ豪雨や!」 町田市 雷文・彦馬呂:塩ラーメン700円、手島:醤油ラーメン700円・味に込められたおかみさんの愛情「彦摩呂の充電器や!」 | ラーメンとは万年戦国時代や〜                      | 「全国お取寄せ紀行」北海道むつみ屋プレミアムラーメン4食べ入り              |
| 2      | 8月    | カレー     | 神田神保町 まんてん・彦馬呂:かつカレー600円、手島:シュウマイカレ－550円・カレールウの二重掛け スマトラカレー共栄堂・彦馬呂:ビーフカレー1300円、手島:タンカレー1600円・スパイシーで香ばしい濃厚ソース Magic Spice 下北沢店・彦馬呂:インドネシア風スープカレーチキン950円(涅槃190円)、手島:インドネシア風スープカレーベジマッシュ1050円(極楽200円)・スパイスが生み出す辛旨さ                         | カレーとはNo Curry No Lifeや〜!!                  | 「全国お取寄せ紀行」大阪せんば自由軒名物インデアンカレー6個入り            |
| 3      | 9月    | お好み焼き | ソニア・彦馬呂:ソニア焼き1300円(そば)、手島:ヤングマン1300円(うどん)・広島の食材でおいしさUP せんば 多幸一・彦馬呂:豚玉780円、手島:ミックス1280円(生トマトソース+500円)・関西人ならではの発想! 砂むら・砂むら玉天1000円、特製お好み焼き(お吸いもの付)1100円・一味深いだしへのこだわり | お好み焼きとは 人情と 食の輪や〜                  | 「全国お取寄せ紀行」兵庫県お好み焼きえのき とろうまセット(お好み焼き5種入) |
| 5      | 10月   | どんぶり   | 豚っく・豚丼(ハーフ&ハーフ、ロースとバラ)1260円・希少価値の豚肉を厚切りで食べられる 海鮮丼大江戸・彦馬呂:ウニ盛り北海丼1600円、手島:サーモン・中トロ丼1300円・市場内ならでは新鮮な食材を安価で味わえる とんかつ燕楽・彦馬呂:カツ丼1000円、手島:ヒレカツ丼1480円・素材を活かす職人技 | 丼ものとは 食の収納上手や!                        | 「全国お取寄せ紀行」愛媛県宇和島割烹丸水「宇和島鯛めし」                   |
| 6      | 11月   | 焼き鳥     | 雑賀 お花茶屋駅前店・串焼き盛合わせ780円(大山鶏串と豚串の組合せ6本)、比内鶏もも焼き1500円・比内鶏の一羽丸ごとさばき 東京やきとり亭 銀座本店・名古屋コーチン串(かしわ500円、だんご500円、手羽先500円)、名古屋コーチンのひつまぶし3000円、芋焼酎・極上の名古屋コーチンを存分に味わえる いせや総本店公園店・焼き鳥各種1本80円、焼売と餃子、レモンサワー・気軽に楽しめる値段と空間                     | 焼き鳥は鳥のT.G.Cや!(T東京GガールズCコレクション) | 「全国お取寄せ紀行」水郷のとりやさんの水郷どりまるごと一本                 |
| 8      | 12月   | 餃子       | 中国家庭料理大連・焼き餃子(7個)370円・家庭的な店で食べる、リーズナブルな本場の餃子 67餃子恵比寿店・鉄鍋焼き餃子(一人前八個)530円、とんこつ炊き餃子(一人前五個)680円、チャンポン麺320円・博多の味を満喫できる 老辺餃子館 本館・MIX餃子Aセット850円Bセット850円、おつまみ餃子(12ヶ入り)600円・中国の歴史を感じる秘伝の技と味                                                                         | 餃子とは食の風呂敷や〜!                           | 「全国お取寄せ紀行」宮崎県お菓子の日高「なんじゃこら大福」                 |

| 2010年 | 2010年 | 2010年               | 2010年 | 2010年                                                              | 2010年 |
| 回     | 放送日 | テーマ               | お店・料理・BESTPOINT | 今日の一筆                                                          | おまけコーナー |
| ------ | ------ | -------------------- | --- | ------------------------------------------------------------------- | --- |
| 9      | 1月    | 長崎グルメ           | 蘭桂坊・彦馬呂:皿うどん800円、手島:ちゃんぽん800円・素材にこだわった本場の味 AD大石からの差し入れ山ぐち・長崎伝承ハトシ 店・彦馬呂:1八73幕末カレー900円、手島:トルコ風ライス1100円、赤ワイン・伝統の味を守り 広める努力 | 長崎とは歴史とグルメの玄関口や〜!!                                  | 「長崎オススメスイーツ」メルメン洋菓子店「長崎カステラロール」「絵はがき坂」                                                                                              |
| 10     | 1月    | おでん               | 玄菜(新宿区西新宿)・しらたき250円、塩豚しゃぶしゃぶ300円、生カキしゃぶしゃぶ450円、プチつけおでん八種盛りコラーゲン800円(日替わり)・和食をイメージしたオリジナルおでん 丸健水産(北区赤羽)・赤羽の地酒丸眞正宗MaruCUP、彦摩呂:スタミナ揚、ネリスジ(魚のすじ)、すごもり(うずら玉子)、手島:はんぺん、ネリスジ(魚のすじ)、エビ巻・全て自家製 練り物専門店のおでん まるだい(文京区小石川)・おまかせ五点盛り950円(日替わり)しのだ棒、ロマンス、黒はんぺん・歴史あるつゆで煮込んだ静岡の味                                 | おでんとは食の湯たんぽや〜!                                         | 「全国お取寄せ紀行」山梨県清月「イタリアンロール」 |
| 11     | 2月    | やきそば             | 福ちゃん(台東区浅草)・彦馬呂:鉄板焼きそば350円、手島:スジ焼きそば500円・昭和レトロな大衆派グルメ 梅蘭 渋谷店(渋谷区道玄坂)・梅蘭やきそば900円・本格中華のアイデアやきそば 麺家 八の坊(目黒区中根)・スープやきそば850円・ラーメン店の発想とこだわりスープ | 焼きそばとは食の戦隊ヒーローや〜!!                                  | 「全国お取寄せ紀行」石川県加藤晧陽堂「五郎島小いも」 番外編!!手島優の神頼み!? 今戸神社                                                                                    |
| 12     | 2月    | オムライス           | たいめいけん(中央区日本橋)・タンポポオムライス伊丹十三風1850円・老舗のつくる食通の味 めぐろ三ツ星食堂(品川区上大崎)・彦摩呂:お醤油又はケチャップ味のオムライス1300円、手島:本日のオムライス(ホットドックオムライス)1450円・アットホームなアイデアオムライス チャモロ(渋谷区恵比寿南)・彦摩呂:やわらか厚切り牛タンオムライス1500円、手島:きのこオムライス1500円・ベテラン料理人の職人技 | オムライスとは食のダウンジャケットや〜!!                            | 「全国お取寄せ紀行」広島県虎屋「もしかしてオムライス」 |
| 13     | 3月    | 広島・宮島グルメ     | 牡蠣屋(廿日市市宮島町)・生ガキ1ヶ400円、焼きがき1ヶ250円、特選かきフライ1人前3ヶ1500円、かきめし1000円・地元に愛される新鮮素材 錦本舗・彦馬呂:牛まん400円、手島:穴子まん400円、宮島サイダー250円・ - お好み焼きももちゃん(宮島町北之町浜)・彦馬呂:そばたま700円(肉玉子)、手島:デラックス1300円(そば、肉、玉子、かき、えび、いか、いか天)・口コミで広まるシンプルな味 | 広島の食とはA.K.Mや(A.K.M秋の宮島、A穴子、K牡蠣、Mもみじまんじゅう) | 「おまけのスイーツコーナー・宮島オススメスイーツ」彦摩呂:紅葉堂揚げもみじあんこ手島:紅葉堂揚げもみじチーズ 各150円                                                        |
| 14     | 3月    | スパゲティ           | さぼうる2(千代田区神田神保町)・ナポリタン650円(サラダ付)・老舗の喫茶店が作る懐かしの味 スパゲティダン(品川区上大崎)・彦摩呂:イカ明太子サザエ1,050円、手島:たらこウニイカなっとう大根おろし1,200円、宮島サイダー250円・たらこを愛して35年こだわりのスパゲティ マイヨール(中央区八丁堀)・彦馬呂:ホワイトソースチキンと青じそ1,100円、手島:手島ジンジャーソースアサリとシメジ1,100円・豊富なメニュー都会のオアシス | スパゲティとは食のトルネードや〜!                                   | 「全国お取寄せ紀行」栗きんとん本家すや「岐阜県栗納豆」 |
| 15     | 4月    | チャーハン           | 中華徳大(杉並区荻窪)・彦摩呂:五目焼飯780円、手島:ホウレン草焼飯880円・家族で営むあたたか中華 かにチャーハンの店 渋谷店(渋谷区宇田川町)・彦摩呂:かにチャーハン(かに味噌汁付)かにの熱汁620円、手島:半熟たまごのかに玉チャーハン(かに味噌汁付)690円・専門店のこだわりとリーズナブルな値段 慶楽(千代田区有楽町)・彦馬呂:海鮮炒飯1,200円、手島:上湯炒飯(スープ入りヤキメシ)1,000円・老舗の名店が作る天下一品の味 | チャーハンとは食のユーロビートや!                                   | 番外編!手島優の怖いモノ!?「まんじゅう怖い」荻窪高橋の酒まんじゅう |
| 16     | 4月    | ハンバーグ           | ウッドストック(小金井市関野町)・彦馬呂:ジャンボハンバーグ・デミグラスソース(180gセット)1,370円 BESTPOINT、手島:ジャンボハンバーグソイビーソース(180gセット)1,370円・素材を活かす焼き方と個性的なソース ジェロニモ(中野区東中野)・彦馬呂:ジェロニモハンバーグ(150g)750円、ハイボール、手島:ジャンボハンバーグ(350g)1,250円、アーリータイムズロック・肉食の雰囲気で美味しさUP 居酒屋ホルモン ホルモンキング(渋谷区広尾)・ホルモンバーグ450円・専門店ならではの発想                                                    | ハンバーグとは食の陶芸作品や〜!                                     | |
| 17     | 5月    | ピザ                 | pizzeria GG(中野区東中野)・マルゲリータ750円、ピッツァフリッタ1,300円・本場さながらの味と価格 珈琲館紅鹿舎(千代田区有楽町)・ピザトースト800円・老舗が守る元祖伝統の味 手作り居酒屋 甘太郎 渋谷桜ケ丘店(渋谷区桜丘町)・甘太郎名物!ロングピザ934円・居酒屋さんならではの新発想 | ピザとは食のレジャーシートや〜!                                     | デコレート ジェラート ヨゴ Yogo(千代田区有楽町)「ヨゴリーノ&チョコ」 |
| 18     | 5月    | コロッケ             | 洋食 大吉(台東区柳橋)・彦馬呂:ビーフポテトコロッケ680円、手島:カニクリームコロッケ1,200円・日本の洋食が生んだ懐かしい味 浅草もんじゃころっけ(台東区浅草)・もんじゃころっけミックス200円、彦馬呂:もんじゃころっけカレー200円、手島:もんじゃころっけめんたいチーズ200円・下町生まれの味を活かしたアイデア 食堂らん坊(品川区戸越)・彦馬呂:木の子あんかけコロッケ定食800円、手島:オムコロッケ定食800円・食堂が生む自由な発想と遊び心                                                                                    | コロッケとは食のリンカーンや!                                       | 夢ある街のたいやき屋さん(品川区平塚)・彦馬呂:カスタードクリーム140円、手島:つぶあん130円お好み焼き160円                                                                   |
| 19     | 6月    | うどん               | かすうどん田中(目黒区上目黒)・彦馬呂:大阪名物かすうどん1玉750円、手島:かすカレーうどん1玉850円・食の大阪 こだわりの関西風 満留賀(目黒区駒場)・彦馬呂:冷やしたぬき800円、手島:冷やしたぬき特盛り1,000円・大満足のボリューム 山長の黒うどん(渋谷区代々木)・彦馬呂:しょうゆ煮込みうどん(裏メニュー)800円、手島:みそ煮込みうどん800円・本場の味を東京で食べられる | うどんとは食のフラダンスや!                                         | 菓匠雅庵(目黒区東山)・わらび餅 |
| 20     | 6月    | すし                 | 栄寿司総本店(世田谷区祖師谷)・寿司食べ放題(男性3675円女性2,625円/90分)・人気店の食べ放題 菊寿司本店(中央区日本橋茅場町)・特製バラちらし1,500円・こだわりの限定食 活大江戸新宿南口店(新宿区新宿)・生ホッケ210円、あいなめ210円、ナマコ210円、ミンククジラ210円(土日は3貫320円)、海ぶどう210円・豊富な白身と変わりダネ | 寿司とは食のM1グランプリや〜!!                                      | IMANO FURUITS FACTORY(中央区日本橋茅場町)・彦馬呂:パッションマンゴースムージー、手島:手島なでしこスムージー(桃とスイカ)、まるごとあまおうロールケーキ、季節のフルータルト |
| 21     | 7月    | 島根・出雲           | 日本ぜんざい学会壱号店(出雲市大社町杵築南)・彦摩呂:出雲ぜんざい500円、手島:縁むすびぜんざい600円 縁結び珈琲・神の集う地 幸福の味 道の駅湯の川(出雲市斐川町学頭)・彦摩呂:ひかわご縁バーガー500円、手島ご縁ビックバーガー700円・ 羽根屋 本店(出雲市今市町)・彦摩呂:釜あげそば630円、手島:割子そば3段660円・歴史ある献上そばを味わえる | 出雲とは神様の作ったおむすびや〜!!                                  | 出雲大社参拝、出雲駅前温泉らんぷ湯、和風居酒屋 神門 |
| 22     | 7月    | 冷やし麺             | 蕎楽亭(新宿区神楽坂)・彦摩呂:むぎめおと(そば&ひやむぎ)1,000円十割そば100円増し、手島:トマト(5月〜9月)1,050円・和を知り尽くした創作 平壌冷麺食道園(大田区西蒲田)・平壌冷麺780円・この道40年 情熱の味 らーめん天神下大喜(文京区湯島)・冷やしとりそば900円・行列店 こだわりの限定メニュー | 冷やし麺とは、食のお化け屋敷や〜                                    | とっておきのナチュラル・ベーカリーぐるぐるべーぐる(大田区西蒲田)・バナナカスタード、彦摩呂:紅茶カラメルクリームチーズ、天然ブルーベリー、手島:はいが豆乳カスタード        |
| 23     | 8月    | 岐阜グルメ           | どくだみ草 本店(岐阜市白山町)・鶏チャン600円、漬物ステーキ600・地元に愛された郷土料理が食べられる 焼肉大翔(各務原市那加新加納)ゲスト、キムぴ〜(市役所職員小川大介さん)・各務原キムチ鍋3,150円・特産キムチに合わせたアイデア 関からあげ学会(関市西本郷通)ゲスト、関からあげ学会山田和正・黒からあげ(伊吹特製)700円・地元B級グルメスターを作る努力 | 岐阜グルメは郷土愛のギフトや〜!!                                    | |
| 24     | 8月    | とんかつ             | かつ吉 水道橋店(文京区本郷)・彦馬呂:冷やしかつ丼1,500円(ランチタイム1,360円)、手島:ロースかつ定食2,100円(150g)・食材にこだわった王道のかつ すずや 新宿本店(新宿区歌舞伎町)・彦馬呂:とん茶(辛子醤油味)1,500円、手島:とん茶(定番醤油味)1,500円・ありそうでなかった意外な発想 ゲンカツ 銀座店(中央区銀座)・彦馬呂:ゲンカツ膳ぷれーん1,950円、手島:ゲンカツ膳ちーず1,950円・手間隙掛けた25枚の味わい | とんかつとは食のガソリンスタンドや〜!!                              | MOUMOU 銀座店・彦馬呂:マンゴーミックス、手島:十勝あずきパフェ |
| 25     | 9月    | ラーメン!            | ヒノマル食堂つけ麺なおじ(港区新橋)・彦馬呂:ラーメン500円、手島:つけ麺大盛600円(400g)・朝からガッツリパワーの源 RYOMA本店(中野区上高田)・彦馬呂:伊太利ー麺sioトマト(チリトマト)780円、手島:伊太利ー麺sioトマトチーズ(チリトマト)880円・女子系ラーメンの新発想 せたが屋 駒沢店 本店(世田谷区野沢)・彦馬呂:せたが屋らーめん1,000円、手島:魚朗らーめん900円・こだわりの魚介 元祖の味わい | ラーメンとは万年高度成長期や〜                                      | 中野区新井「ホミルのくるみ饅頭」1個60円(3個以上は1個50円) |
| 26     | 9月    | 埼玉グルメ!          | トータルキッチンごはんとお酒(さいたま市北区日進町)・あ〜ちゃん餃子420円、スイーツ仰天餃子420円・本格料理店の仰天スイーツ トーフラーメン幸楊(さいたま市桜区田島)・彦馬呂:醤油つけメン750円、手島:トーフラーメン600円・市民に愛されるご当地グルメ 酒蔵 力 浦和本店(さいたま市浦和区仲町)・牛レバー刺680円、豚足(ハーフ)220円、骨ボール(軟骨ミンチのつくね)180円、カシラ120円、ハツ100円、豚の顔面(要予約)5,000円・出会いが生む幸せ                                                                                    | 埼玉とは 地元グルメの サポーターや〜!                               | |
| 27     | 11月   | 大阪グルメ!          | 元祖串かつ だるま 通天閣店(浪速区恵美須東)・串カツ7本セット(串かつ、豚かつ、エビ、マグロ(漬け)、つくね、うずら卵、アスパラ)940円、紅しょうが、トマト、ずり(砂肝)・老舗のこだわり 庶民の味 たこ焼道楽 わなか千日前 本店(中央区難波千日前)・たこやき8個400円、おおいり(ソースマヨ、ねぎしお、かつおしょうゆ、こがし醤油)4種8個500円 元祖たこせんねぎ・チーズのせ200円 お金を払ったことがない店持ち・進歩する大阪のソウルフード 福太郎 本店(中央区千日前)・すじねぎ焼き980円、豚ねぎ焼き960円・地元に愛される 大阪の味 | 大阪とは食のパワースポットや〜!                                     | - |
| 28     | 10月   | B-1グランプリ・前編! | B-1グランプリin厚木・静岡県富士宮やきそば、秋田県横手やきそば、三重県四日市とんてき、広島県府中焼き、福岡県久留米やきとり・ 焼肉ホルモンセンターおかめ(厚木市栄町)・シロコロ640円(大腸の直腸)・地元に愛された味がNo.1に輝いた | 厚木とは、ホルモンの敏腕グルメ や〜!                                | 第5回B級ご当地グルメの祭典!B-1グランプリin厚木 第2会場 厚木野球場 特設会場河原でロケ                                                                                      |
| 29     | 10月   | B-1グランプリ・後編! | B-1グランプリin厚木・岡山県津山ホルモンうどん、岐阜県奥美濃カレーひっちゃく棒、埼玉県行田市ゼリーフライ、静岡県モロヘイヤ入りすその水ギョーザ、兵庫県姫路おでん・ 奥藤本店(山梨県甲府市国母)・第5回ゴールドグランプリ甲府鳥もつ煮「鳥もつ煮(大)650円」・昔ながらの味 チームワークで栄冠 | 甲府とはB-1グルメの幸福や〜!!                                       | 第5回B級ご当地グルメの祭典!B-1グランプリin厚木 第2会場 厚木野球場 特設会場河原でロケ                                                                                      |
| 30     | 11月   | 福岡グルメ!          | 長浜将軍 長浜本店(中央区長浜)・将軍ラーメン 600円・自家製にこだわる 創業以来の味 柳橋食堂(中央区春吉)・海鮮丼650円・魚屋さんが営む 新鮮格安メニュー もつ鍋 やましょう(中央区渡辺通)・もつ鍋(醤油味)1人前1,050円、やましょう鍋1,050円(1人前)・こだわりの食材を活かした味付け | 福岡とは、料理人と味の倍々ゲームやうまかばい〜!!                    | - |
| 31     | 12月   | カレー               | 野菜を食べるカレーcamp(渋谷区千駄ヶ谷)・1日分の野菜カレー990円・野菜づくしの優しさ 欧風カレー ガヴィアル(千代田区神田神保町)・シーフドミックスカレー(エビオ、アサリ、ホタテ)1,700円・格調高い雰囲気で味わう KARAKATTA(目黒区上目黒)・彦馬呂:鶏肉のホウレン草カリー1,000円、手島:鶏肉のカリー950円・こだわりスパイスの使い分け | カレーとは、世界のB級グルメや                                       | 和菓子 まめ(港区南青山)・豆大福、豆乳ぷりん、わらび餅、黒米おはぎ |
| 32     | 12月   | ハヤシライス         | 小ぶね(中央区銀座)・太田さんちのハヤシライス800円・受け継がれるソース 懐かしの味 公園通りの洋食屋 ROMAN(世田谷区駒沢)・彦馬呂:オムハヤシ1,200円、手島:オムハヤシ(特盛)1,800円・リクエストに応えるサービス精神 キッチンよしむら(台東区入谷)・ハヤシライス900円・56年間不変のドミグラスソース | ハヤシラシスとは食の森林保護プロジェクトや〜!!                      | 手島優の見るだけ散歩!? PATISSERIE NAOKI深沢店(世田谷区深沢)・モンブラン、フロマージュ クリュ、タルト ショコラ オ テ、抹茶ムース、かみうのデザート                         |

- 第1回 ラーメン
- 第2回 カレー
- 第3回 お好み焼き
- 第4回 ホルモン
- 第5回 どんぶり
- 第6回 焼き鳥
- 第7回 ハンバーガー
- 第8回 餃子
- 第9回 長崎
- 第10回 おでん
- 第11回 やきそば
- 第12回 オムライス
- 第13回 広島・宮島
- 第14回 スパゲティ
- 第15回 炒飯
- 第16回 ハンバーグ
- 第17回 ピザ
- 第18回 コロッケ
- 第19回 うどん
- 第20回 すし
- 第21回 島根
- 第22回 冷やし麺
- 第23回 岐阜
- 第24回 とんかつ
- 第25回 ラーメン2
- 第26回 埼玉
- 第27回 大阪
- 第28回 B級グルメグランプリ前編
- 第29回 B級グルメグランプリ後編
- 第30回 福岡
- 第31回 カレー2
- 第32回 ハヤシライス
- 第33回 鍋
- 第34回 秋田
- 第35回 焼き鳥2
- 第36回 東京下町グルメ
- 第37回 大分
- 第38回 おでん2
- 第39回 吉祥寺
- 第40回 戸越銀座
- 第41回 秋葉原
- 第42回 福井
- 第43回 西荻窪
- 第44回 上野
- 第45回 三軒茶屋
- 第46回 横浜
- 第47回 月島
- 第48回 高田馬場
- 第49回 神楽坂
- 第50回 米子
- 第51回 水道橋
- 第52回 三重
- 第53回 姫路
- 第54回 下北沢
- 第55回 新大久保
- 第56回 池袋
- 第57回 巣鴨
- 第58回 原宿
- 第59回 日本橋
- 第60回 二子玉川
- 第61回 五反田
- 第62回 宮崎

## スタッフ
協力:長崎ケーブルメディア、ふれあいチャンネル、宮島観光協会、シーシーエヌ株式会社
広報:森友香里(IMAGICA TV)
- 撮影:石坂幸太郎、前田晋次、矢口誠志
- 音声:山本賢、平勇一、陳尾博幸、大石健、武田篤也、宮里篤、福田有希
- ヘアメイク:小上茜、永冨一恵
- 編集:小野一樹、正岡卓哉、五郎丸亮、土屋英明、Raft、石川舞
- MA:井垣直子、渡辺貴代司、松尾隆裕、船木優、玉田良太、辻誠、長瀬貴広、日吉寛、本橋純一
- 音効:池田朋巨、渡辺貴代司
- CGイラスト:大澤和
- イラスト:服部秀之
- ディレクター:添田春彦
- アシスタントディレクター:大石忠雄、長友奈美、桑原香織、本間淳巳
- プロデューサー:IMAGICA TV(小瀬朋子、戸松健次、伊藤太郎、小野崇、岡田雄一郎、高木慶)
- プロデューサー:PLUSMIC CFP(篠崎岳治、西村悟)
- 制作協力:PLUSMIC CFP
- 製作・著作:IMAGICA TV